# Karl Åderman
Karl Wilhelm Åderman, född 27 mars 1873 i Västerås, död 15 maj 1937 i Ultuna, var en svensk veterinär.
Karl Åderman var son till handlaren Daniel Wilhelm Åderman och Lovisa Petersson. Han avlade mogenhetsexamen i Västerås 1891 och veterinärexamen 1896. Åderman var distriktsveterinär i Rättviks distrikt 1897–1899, adjunkt i husdjurens anatomi, fysiologi, sjukvårdslära och exteriör samt hovbeslagarlära vid Ultuna lantbruksinstitut 1899–1911 och företog 1911, delvis med statsunderstöd, studieresor till Danmark och Tyskland. 1912 blev han lektor i veterinärlära vid Ultuna lantbruksinstitut och 1917 då institutet omorganiserades professor i ämnet. Vid upprättandet av Lantbrukshögskolan 1932 gick han på övergångsstat men undervisade fram till sin död som speciallärare i husdjurens hälso- och sjukvårdslära. Åderman tjänstgjorde 1912 som extraveterinär vid bekämpandet av mul- och klövsjukan och undersökte 1914–1915, på uppdrag av den svenska renbetesdelegationen Tärna socken i Lappland, renvittringens betydelse för betande kreatur. Därutöver var han sekreterare i Avelsföreningen för rödbrokig svensk boskap 1911–1927 samt lärare i husdjurens sjukvårdslära och i hovbeslag vid Tomta lantbruksskola i Västmanland 1913–1935 och vid Wiks lantmannaskola i Uppland 1925–1935. För djurskyddssaken verkade han energiskt i Svenska allmänna kvinnoföreningen till djurens skydd och i Nordens djurskyddsförening. I Nordens djurskyddsförening tillhörde han styrelsen från 1909 och blev vice ordförande 1918 samt ordförande 1932, från vilket år han även redigerade tidningen Djurskyddet. Åderman författade läroböckerna Handbok i husdjursskötsel (1906, tillsammans med Herman Funkquist, 3:e upplagan 1914), Handbok i husdjurens sjukdomar och sjukvård (1907, tillsammans Johan Eredrik Hallenborg och Herman Funkquist; 3:e upplagan 1919) och Husdjurens hälsovård (1913). Dessutom utgav han Avelsföreningens för rödbrokig svensk boskap utveckling och verksamhet 1891–1911 (1911, tillsammans med I. Lidström och Herman Funkquist), redigerade föreningens stamböcker med mera 1911–1927 och skrev uppsatser i fackpressen i veterinär-, lantbruks- och djurskyddsämnen.